# Gidget Gein
Gidget Gein (bürgerlich Bradley Stewart; * 11. September 1969 in Hollywood, Florida; † 8. Oktober 2008 in Burbank, Kalifornien) war ein US-amerikanischer Musiker und Künstler, der durch seine Mitarbeit in der Alternative-Metal-Band Marilyn Manson bekannt wurde. Sein Künstlername setzt sich aus Gidget, einer Teenie-Film- und Fernsehheldin der 1950er- und 1960er-Jahre, und dem Nachnamen des Mörders Ed Gein zusammen.

## Leben
Gidget Gein wurde als Sohn einer Lehrerin und eines Polizeibeamten geboren. Nachdem sich seine Eltern noch in seiner Kindheit trennten, entwickelte Gein seinen ganz eigenen Charakter, geformt aus den späten 1970er Jahren und dessen Kulturobjekten, der später zu seinem Markenzeichen wurde. Zu dieser Zeit brachte ihm ein katholischer Priester das Gitarrespielen bei.

## Musikkarriere

### Marilyn Manson
Wie in der offiziellen Autobiografie The Long Hard Road Out Of Hell von Marilyn Manson zu lesen ist, trafen sich Marilyn Manson und Gidget Gein in einer Diskothek namens Kitchen Club in Miami. Manson beschreibt Gein dort als "feminin wirkenden Typen, der wie Crispin Glover aussah und rosa gefärbte Haare, einen Minirock und einen Leopardenfellanzug trug". Zu diesem Zeitpunkt spielte er noch Gitarre in einer lokalen Metalband.
Nachdem die beiden Freunde wurden, überredete Manson Gein zum Austritt aus seiner Band und brachte ihn zum Einstieg in seine Band, die damals noch unter dem Namen Marilyn Manson and the Spooky Kids in örtlichen Clubs in Fort Lauderdale auftrat. Er ersetzte somit den ersten Bassisten Olivia Newton Bundy, der nur für zwei Shows in der Band war.
Während seiner Zeit in Marilyn Manson prägte er das Image der Band entscheidend mit. Geins Einflüsse aus den Kulturobjekten der späten 70er-Jahre spiegeln auch in den provokanten Auftritten und Flyer wider. Da er die Drogen in die Band brachte, bekam er schon recht früh eigene Probleme mit der Sucht. So musste er dreimal im Krankenhaus behandelt werden, nachdem er durch Überdosen an Heroin zusammengebrochen oder während einer Show von der Bühne gefallen war. Als Manson merkte, dass Gein fast mehr Zeit damit verbrachte, sich um sein Drogenproblem zu kümmern als mit der Band für Auftritte zu proben, entschied er sich für den Rauswurf von Gidget Gein. An Heiligabend 1993 – noch vor der Veröffentlichung des ersten Albums Portrait of an American Family – bekam er vom Manager der Band einen Brief, in dem stand, dass seine Leistungen nicht länger gebraucht werden. Er wurde durch Jeordie White ersetzt, der Gein schon während seiner Aufenthalte im Krankenhaus oder in einer Rehabilitationsklinik vertreten hatte.
Dass Marilyn Manson ihn trotz getrennter Wege zu schätzen wusste, fiel auf, als Gein im Jahre 2004 einen Gastauftritt in Mansons Video zur Single "(s)AINT" bekam.

### Dali Gaggers
Nach dem Rauswurf bei Marilyn Manson gründete er die Band Dali Gaggers, die schon zur Zeit, als Gein noch in der Band war, als Nebenprojekt existierte und die am früheren Stil von Marilyn Manson and the Spooky Kids anlehnte. Durch die Flyer, Lyrics und Propaganda, die für die Band verbreitet wurden, zeigte sich, dass Gein noch zu Zeiten von Marilyn Manson einen großen Einfluss auf die Band hatte und diese entscheidend mitprägte.
Die Band veröffentlichte das erste und einzige Album Confessions of a Spooky Kid, das nur mäßigen Erfolg in der Musikszene hatte. Kurz nach der Veröffentlichung des Albums löste sich die Band auf und Gein kehrte in seinen Heimatstaat Florida zurück.

### Tod
Der damals 39-jährige Gidget Gein wurde am 9. Oktober 2008 tot in seiner Wohnung in Burbank, Los Angeles aufgefunden. Die Todesursache war offenbar eine Überdosis Heroin.

## Diskografie

### Demos
- Marilyn Manson and the Spooky Kids – Grist-O-Line (1990)
- Marilyn Manson and the Spooky Kids – Big Black Bus (1990)
- Marilyn Manson and the Spooky Kids – After School Special (1991)
- Marilyn Manson and the Spooky Kids – Lunchbox (1992)
- Marilyn Manson and the Spooky Kids – Lunch Boxes & Choklit Cows (2004)

### Alben
- Marilyn Manson – Portrait of an American Family (1994)
- Dali Gaggers – Confessions of a Spooky Kid (2000)